# Natali Germanotta
Natali Veronica Germanotta (Nueva York; 10 de marzo de 1992) es una diseñadora de moda y estilista estadounidense.

## Biografía
Veronica Germanotta nació el 10 de marzo de 1992 en la ciudad de Nueva York, hija de los ejecutivos de negocios Joseph Germanotta y Cynthia Bissett, y criada en Upper West Side en Manhattan. De ascendencia italiana, es la hermana menor de la actriz y cantante Lady Gaga. Asistió al Convento del Sagrado Corazón, una escuela católica privada para niñas ubicada en Upper East Side. Después de graduarse, estudió moda en Parsons School of Design, una universidad constitutiva de The New School.

## Carrera
En febrero de 2016, Germanotta y su hermana se asociaron con Monster High de Mattel, junto con Born This Way Foundation como parte de la campaña #KindMonsters, para crear una muñeca para la franquicia.
Germanotta trabaja como diseñadora de moda y ha diseñado tanto para la moda de su hermana, como para publicaciones de revistas como Harper's Bazaar. Trabajó como estilista en el set de la película A Star Is Born (2018) y diseñó atuendos para la residencia de Gaga en Las Vegas, Jazz & Piano. En el 2019, acompañó a su hermana a la 91.ª edición de los Premios Óscar.

## Videografía

### Cine
| Año  | Título              | Rol        |
| ---- | ------------------- | ---------- |
| 2017 | Gaga: Five Foot Two | Ella misma |
| 2018 | A Star is Born      | Cameo      |

### Videos musicales
| Año  | Título    | Artista            | Role       |
| ---- | --------- | ------------------ | ---------- |
| 2010 | Telephone | Lady Gaga, Beyoncé | Prisionera |
| 2018 | Joanne    | Lady Gaga          | Ella misma |